# Alchemilla ludovitiana
Alchemilla ludovitiana é uma espécie de rosácea do gênero Alchemilla, pertencente à família Rosaceae.